# Axel Méyé
Axel Méyé Me Ndong (Libreville, 6 giugno 1995) è un calciatore gabonese, attaccante dell'Al-Mesaimeer e della nazionale gabonese.

## Carriera

### Nazionale
Ha segnato una rete in 3 presenze nella Coppa d'Africa Under-20; nel 2012 ha partecipato ai Giochi Olimpici di Londra.
Ha invece esordito in nazionale maggiore il 15 giugno 2012 in una partita amichevole persa per 3-0 contro il Sudafrica; successivamente è stato convocato per la Coppa delle nazioni africane 2021.